# Călin Popescu-Tăriceanu
Călin Constantin Anton Popescu-Tăriceanu född 14 januari 1952 i Rumänien, är en rumänsk politiker som var landets premiärminister från 29 december 2004 till 22 december 2008. Han var då även partiledare för Partidul Naţional Liberal och ELDR:s vice partiledare.